# Скоруд, Даниель Йохан
Даниель Йохан Скоруд (норв. Daniel Johan Skaarud; родился 17 или 10 сентября 2007 года, Бьёркеланген, Норвегия) — норвежский футболист, нападающий клуба «Аякс» (до 19 лет).

## Клубная карьера
Даниель Йохан Скоруд — воспитанник «Лиллестрёма». 14 октября 2022 года впервые попал в заявку на матч Элитсерии; он мог побить рекорд Мартина Эдегора, если бы вышел на поле. Во время игры за молодёжные и резервные команды «Лиллестрёма» он успешно прошёл стажировку в «Аякс». После этого клуб захотел купить футболиста за 300 тысяч евро и заявить за команду до 17 лет. Дебютировал за «Лиллестрём» в матче 24 сентября 2023 года против «Русенборг», став самым молодым игроком клуба в его истории.
В июле 2024 года перешел в «Аякс», подписав контракт до 30 июня 2027 года. В академии «Аякса» Скоруд будет играть за команду до 19 лет.

## Карьера в сборной
Благодаря тайским корням помимо сборной Норвегии он может играть за Таиланд. Вызывался в сборную до 19 лет. За сборную Норвегии до 16 лет провёл 6 матчей, где забил гол и отдал две голевые передачи.

## Личная жизнь
Родился в тайско-норвежской семье. Его брат Апион Тонгой — тоже футболист.